# Оренгофен
Оренгофен (нім. Orenhofen) — громада в Німеччині, розташована в землі Рейнланд-Пфальц. Входить до складу району Бітбург-Прюм. Складова частина об'єднання громад Шпайхер.
Площа — 12,04 км2. Населення становить 1322 ос. (станом на 31 грудня 2020).